# Coenzym
Et coenzym (også skrevet koenzym) er et organisk molekyle som binder til enzymer forud for en enzymkatalyseret reaktion og hjælper enzymet med at udføre reaktionen. Mange coenzymer er fosforylerede, vandopløselige vitaminer.
Der findes et begrænset antal coenzymer med forskellige kemiske funktioner. De forskellige reaktioner som varetages af coenzymerne inkluderer oxidation/reduktion, transaminering, carboxylering og overførsel af kemiske grupper, som f.eks. acylgrupper, imellem molekyler.

## Typer af coenzymer
Nogle af de mest almindelige coenzymer (også benævnt koenzymer), samt nogle af de biokemiske processer de er involveret i, er:
- Nikotinamidadenindinukleotid eller NAD+ (glykolyse, citronsyrecyklus, glukoneogenese, elektrontransportkæden)
- Flavinadenindinukleotid eller FAD (citronsyrecyklus, elektrontransportkæden)
- Coenzym A eller CoA (glykolyse, citronsyrecyklus)
- Tiaminpyrofosfat (ætanolmetabolisme)
- Biotin (fedtsyrebiosyntese, mange carboxyleringsreaktioner)
- Pyridoxalfosfat (transaminering, bl.a. aminosyresyntese fra citronsyrecyklusintermediater)